# Světlický Dvůr
Světlický Dvůr (německy Swietlitzer Hof) je malá vesnice, část města Humpolec v okrese Pelhřimov. Nachází se asi 2,5 km na sever od Humpolce. V roce 2009 zde bylo evidováno 24 adres. V roce 2001 zde trvale žilo 57 obyvatel.
Světlický Dvůr leží v katastrálním území Světlice o výměře 3,24 km2.

## Další fotografie

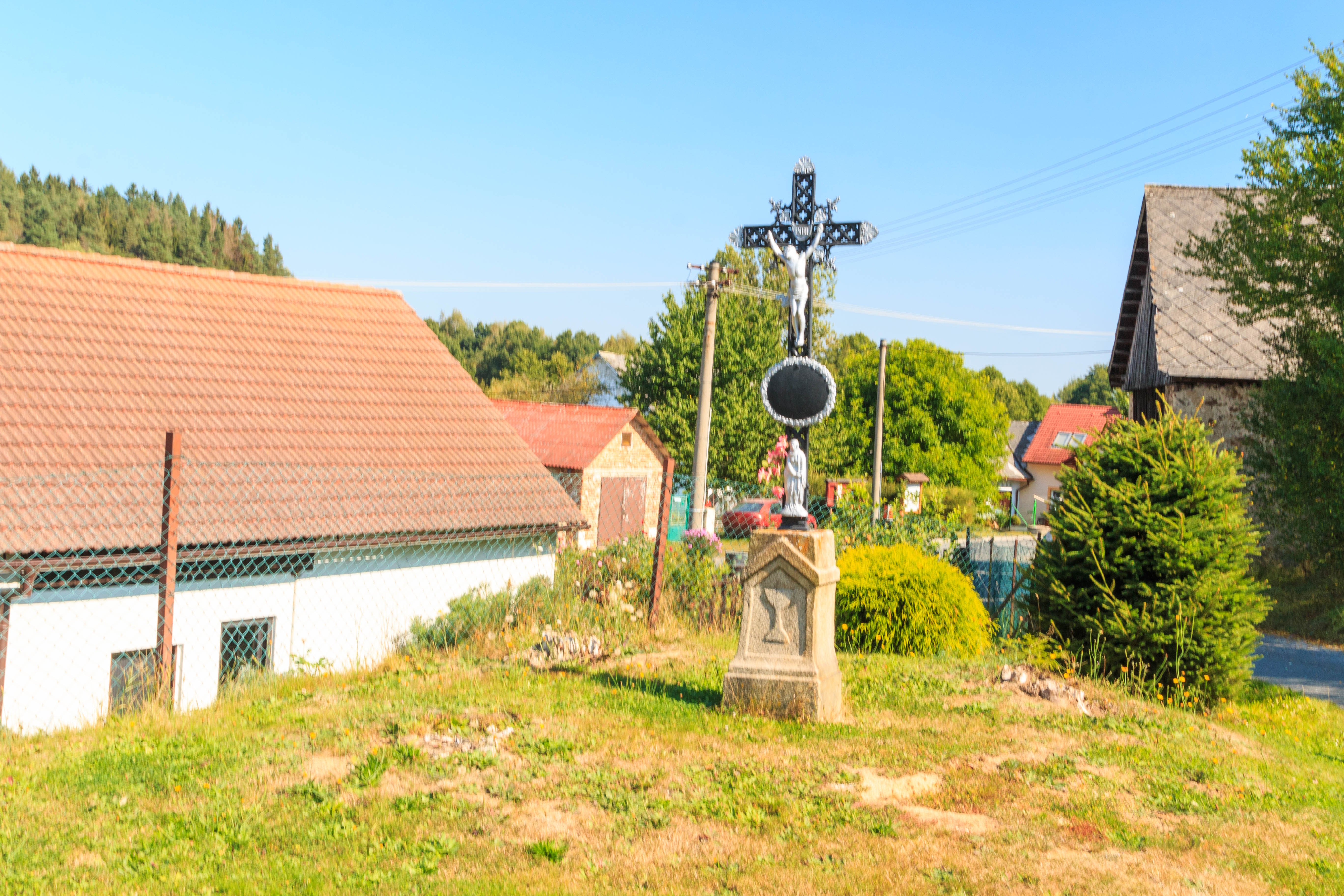
Světlický Dvůr - křížek
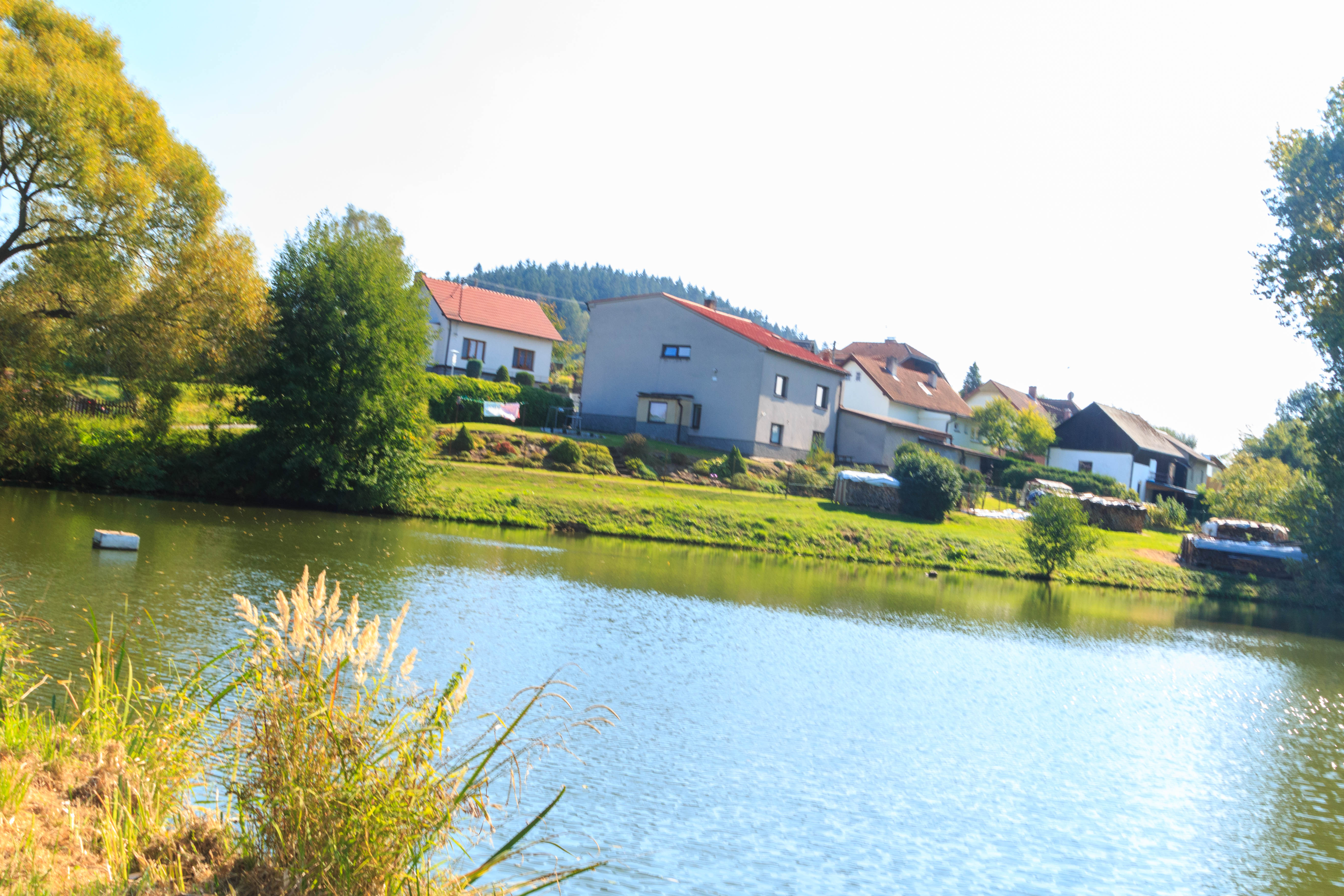
Světlický Dvůr - rybník Horní Dvorek
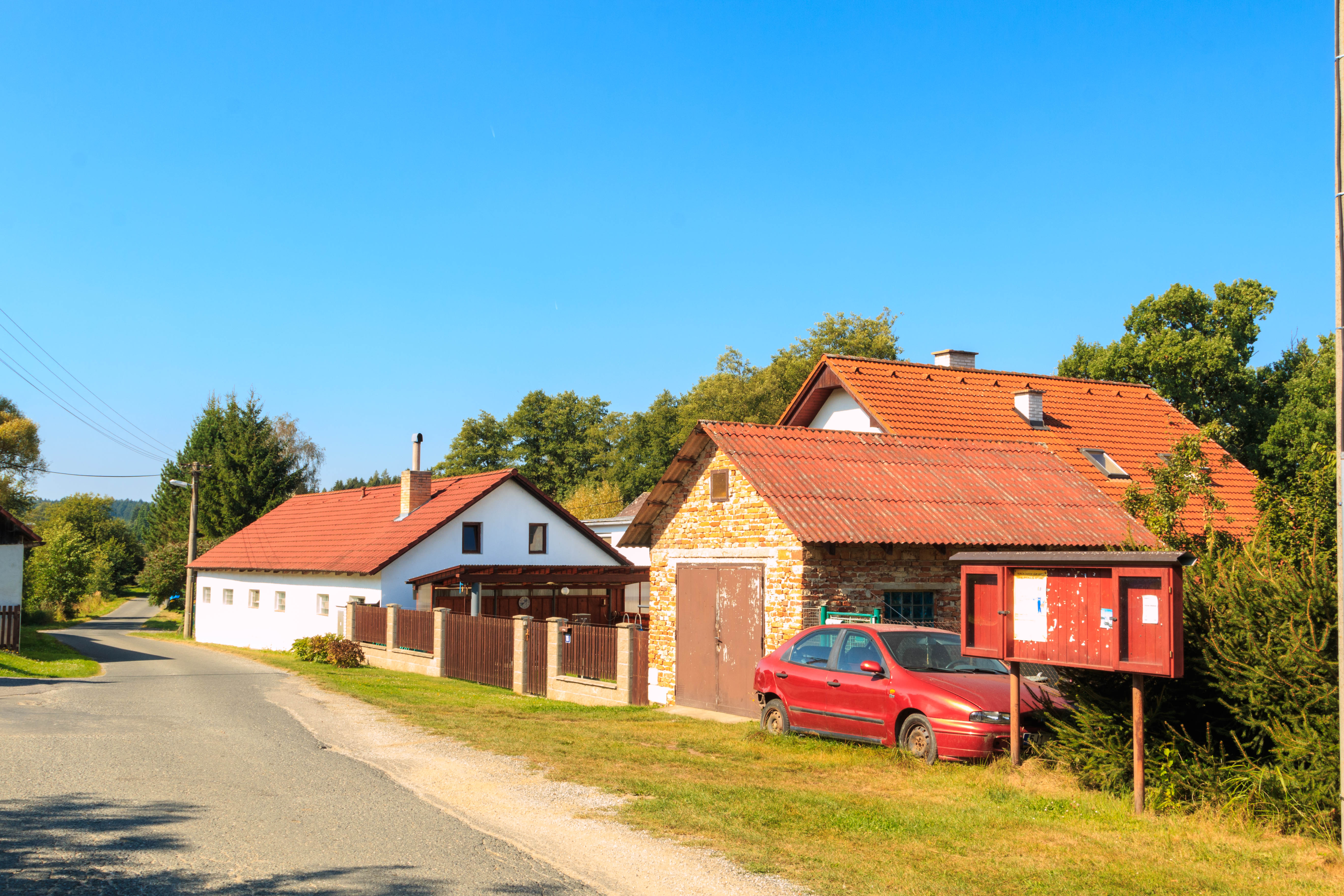
Světlický Dvůr - čp. 32
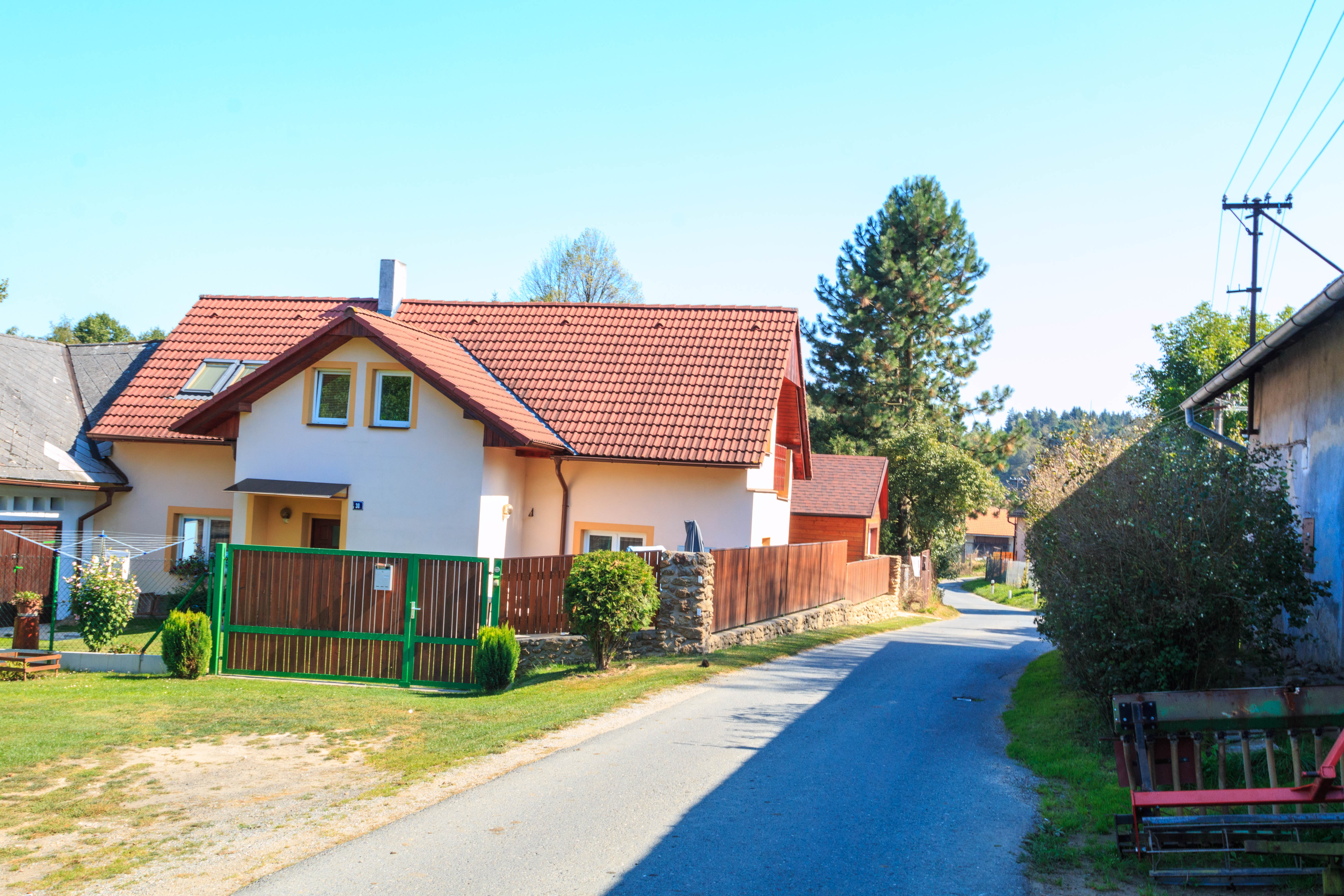
Světlický Dvůr - čp. 74